# 11stedenzwemtocht

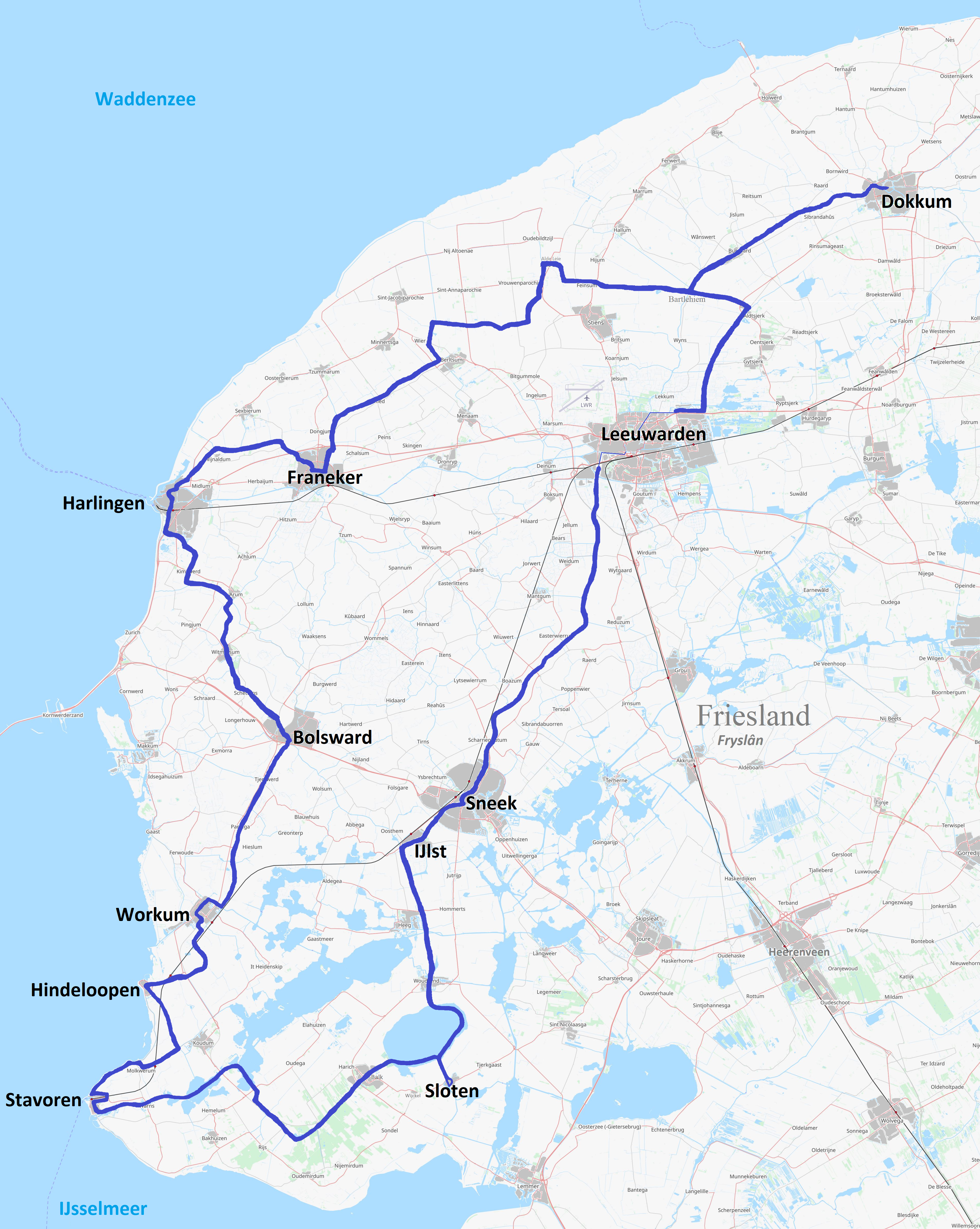
Route van de schaats-Elfstedentocht sinds 1985. De route van Van der Weijden week daarvan af door niet op de Bonkevaart maar op de Groote Wielen te finishen zoals in 1963 was gedaan

De 11stedenzwemtocht is een initiatief van Maarten van der Weijden om de route van de Elfstedentocht zwemmend af te leggen voor het goede doel.  
Niet alleen Maarten van der Weijden heeft de Elfstedentocht gezwommen. De Friese triatleet Stefan van der Pal heeft de zwemtocht in 2022 afgelegd. Hierna heeft de triatleet hem ook nog fietsend en hardlopend afgelegd. Dit allemaal in zeven achtereenvolgende dagen. Dit heet de Elfstedentriatlon.  
Maarten van der Weijden heeft tweemaal de Elfstedentocht uitsluitend zwemmend gedaan. Aanvankelijk stond er ook een 11stedenzwemtocht in 2020 gepland, maar dit werd afgelast vanwege de coronacrisis. In 2023 deed Van der Wijden de Elfstedentriatlon, waarbij hij de route dus onder andere zwemmend heeft afgelegd.

## 2018

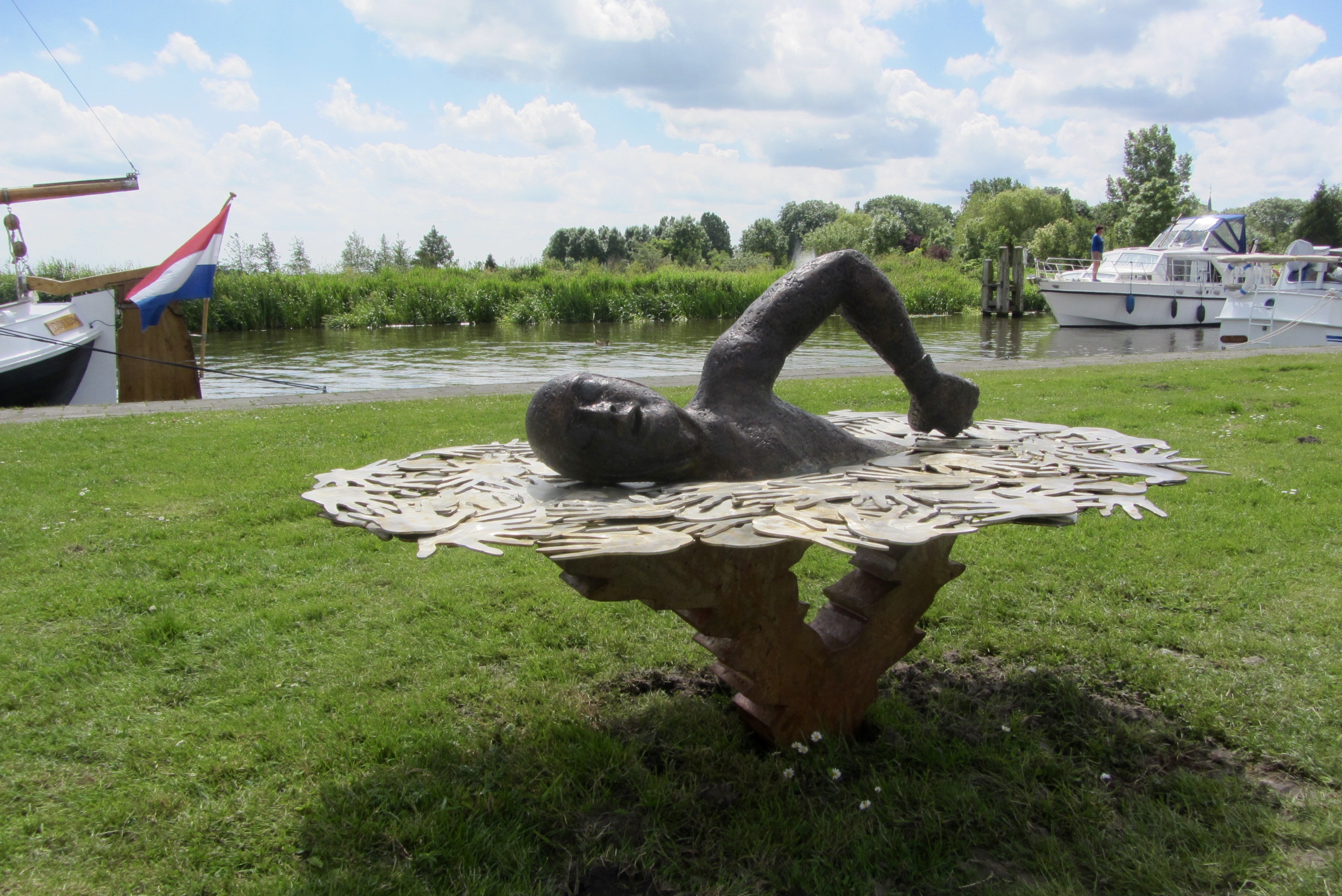
Beeld van Van der Weijden in Birdaard waar hij in 2018 zijn zwemtocht staakte, gemaakt door Hans Jouta

Op 18 augustus 2018 om 4.30 uur begon hij in Leeuwarden aan de poging de route langs elf Friese steden zwemmend af te leggen, een tocht van circa 200 km. Er zouden nog meezwemmers zijn, maar dat mocht niet door een bacterie in het water. In de steden die hij onderweg passeerde, nam hij cheques in ontvangst met bijdragen in de strijd tegen kanker. Na 163 kilometer te hebben gezwommen - met tussendoor een aantal rustpauzes -, moest hij na de middag opgeven wegens ziekte. Hij zwom circa 55 uur en kwam tot acht kilometer voor Dokkum, net voorbij het dorp Birdaard. Hij haalde hiermee ruim 3,5 miljoen euro op voor onderzoek naar kanker. Na een week was dit opgelopen naar ruim 4,3 miljoen euro. In oktober 2018  maakte Van der Weijden bekend dat 5 miljoen euro was bereikt.

## 2019
Op 21 juni 2019 begon Van der Weijden om 17.26 uur in Leeuwarden aan een nieuwe poging om de Elfstedentocht te zwemmen. Deze keer waren er wel meezwemmers en was besloten om hem langere rustpauzes te gunnen. Ook kreeg hij uitgebreidere maaltijden en kon hij, doordat er gekozen was voor een vroeger tijdstip in het jaar langer in daglicht  zwemmen. Bij de sluizen van Wier en Oude Leije werd hij met een hijskraan waaraan een brancard hing, overgezet. Omdat de brug in Oudkerk enkele weken eerder door een botsing van een auto beschadigd en defect was geraakt  werd deze met een hijskraan open getrokken zodat de volgboten konden passeren. Deze keer lukte het hem wel om de hele tocht af te maken. Op 24 juni 2019 om 19.30 uur voltooide hij na ruim drie etmalen zijn 195 kilometer lange zwemtocht in Leeuwarden. Aan de finish op de Groote Wielen werd hij opgewacht door zeer veel belangstellenden, waaronder Reinier Paping, die in 1963 op vrijwel dezelfde plek als eerste over de finish van de twaalfde Elfstedentocht kwam. Van der Weijden haalde met de zwemtocht een bedrag van ruim 3,9 miljoen euro binnen. Op 25 juni was dit bedrag opgelopen tot 5,1 miljoen euro en op 28 juni tot 6,1 miljoen euro.